# Socialisternas, de radikalas och medborgarnas grupp
Socialisternas, de radikalas och medborgarnas grupp (Groupe Socialiste, Radical et Citoyen) är en parlamentarisk grupp i Frankrike, som i valet 2007 erövrade 204 mandat.
Gruppledare är Jean-Marc Ayrault.

## Medlemspartier
- Socialistiska partiet
- PRG
- DVG
- MRCDVD